# Spoorlijn Dinan - Dinard-Saint-Énogat
De spoorlijn Dinan - Dinard-Saint-Énogat was een Franse spoorlijn van Dinan naar Dinard. De lijn was 20,6 km lang en heeft als lijnnummer 444 000.

## Geschiedenis
De lijn werd geopend door de Compagnie des chemins de fer de l'Ouest op 10 juli 1887. Personenvervoer werd opgeheven op 27 september 1986. Goederenvervoer werd gestaakt op 1 februari 1988, daarna is de lijn opgebroken.

## Aansluitingen
In de volgende plaatsen is of was er een aansluiting op de volgende spoorlijnen:
Dinan
RFN 415 000, spoorlijn tussen Lison en Lamballe
RFN 443 000, spoorlijn tussen La Brohinière en Dinan